# Edyta Śliwińska
Edyta Śliwińska (Varsovia, 6 de mayo de 1981) es una bailarina de salón y coreógrafa polaca. Es más  conocida por su participación como bailarina profesional en Dancing with the Stars, donde apareció en todas las primeras diez temporadas de la serie. Luego, estando ausente en once temporadas, regresó para la temporada 22.

## Primeros años
Śliwińska nació en Varsovia, Polonia, y procede de un ambiente polaco de clase trabajadora. Tomó su primera clase de baile cuando tenía 12 años de edad.

## Carrera

### Actuación
Śliwińska apareció en el comercial de joyería de Jared junto con sus compañeros de Dancing With the Stars: Maksim Chmerkovskiy, Alec Mazo y Shalene Archer Ermis. También interpretó a Ruby Love en CSI: Nueva York en el episodio 13 de la temporada 5 llamado «Rush to Judgment», donde interpretó a una profesora de baile de salsa que estaba involucrada en un asesinato. En 2013, Śliwińska apareció en la decimotercera edición de mayo de WWE Raw como pareja de baile del participante de Dancing with the Stars, Chris Jericho durante un segmento de versus entre Jericho y ella contra Fandango y su pareja Summer Rae.

### Dancing with the Stars
Śliwińska fue una de las primeras bailarinas profesionales de Dancing with the Stars participando en la temporada 1 en junio de 2005, donde fue emparejada con el boxeador profesional Evander Holyfield, con quien quedó en el quinto puesto en la competencia. Ella regresó en 2006 para la temporada 2 donde tuvo como pareja al actor George Hamilton, siendo eliminados en la sexta semana y quedando en el quinto puesto. Para la temporada 3 fue emparejada con el actor Joey Lawrence. logrando llegar a la final y ubicándose en el tercer puesto.
En 2007, ella tuvo originalmente al actor Vincent Pastore como su pareja para la temporada 4, pero Pastore se retiró después de una semana de entrenamiento ya que fue incapaz de mantenerse al día con el duro ritmo de preparación. El 2 de marzo, John Ratzenberger fue anunciado como su reemplazó; ellos se convirtieron en la sexta pareja eliminada de la competencia y terminaron en el sexto puesto. Para la temporada 5 Śliwińska tuvo como pareja al actor y presentador de televisión Cameron Mathison, siendo la octava pareja eliminada y terminando en el quinto puesto.

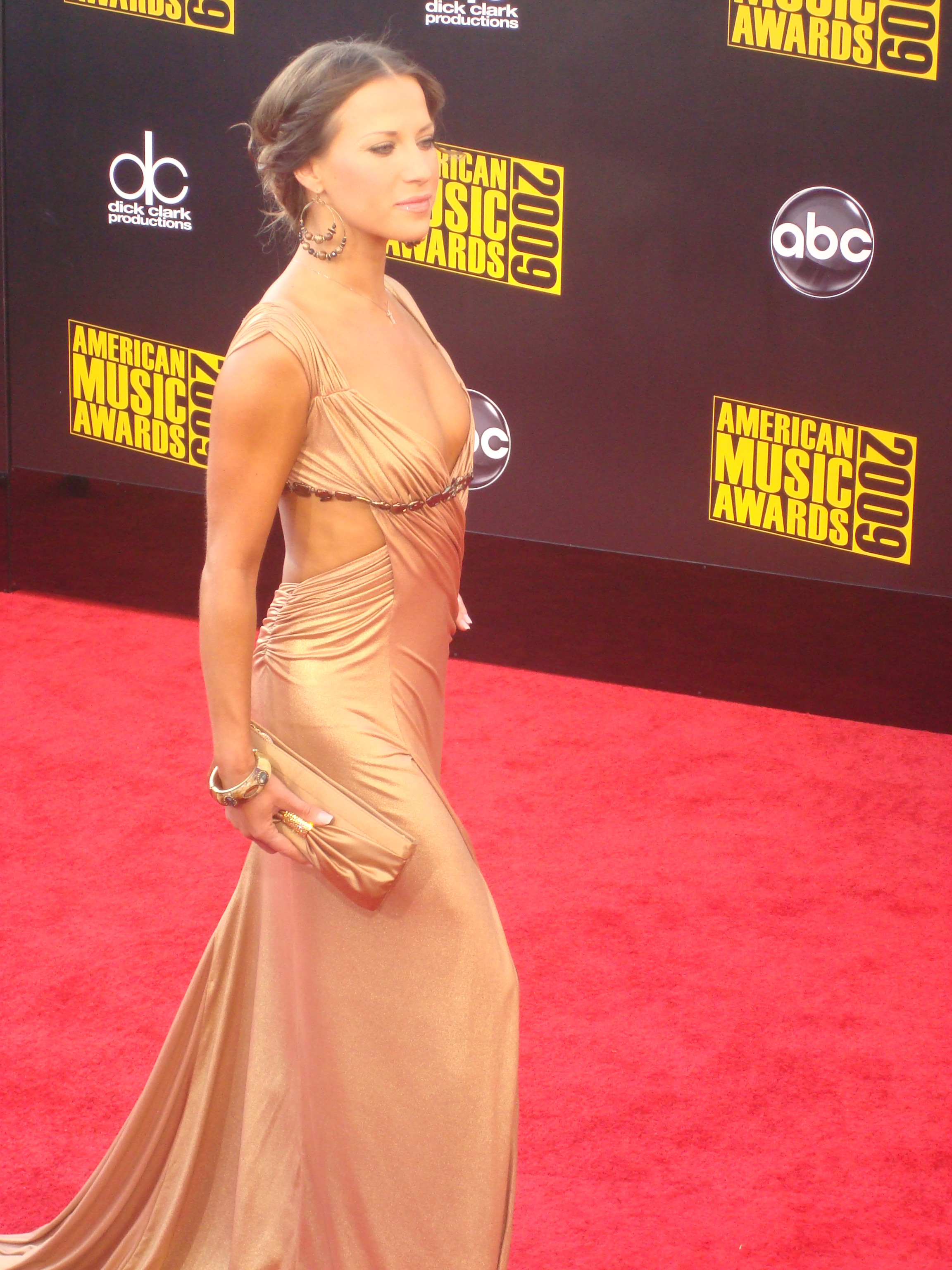
Śliwińska en los AMA de 2009.

En 2008, para la temporada 6 fue emparejada con el jugador de fútbol americano de la NFL, Jason Taylor, con quien logró llegar a la final y se ubicaron en el segundo puesto, detrás de Kristi Yamaguchi y Mark Ballas. En la temporada 7 tuvo como pareja al comediante Jeffrey Ross, siendo la primera pareja eliminada en la primera semana, por lo que quedaron en el decimotercer puesto. Durante la temporada, Śliwińska bailó un jive junto a Maksim Chmerkovskiy en la tercera semana debido a que su pareja Misty May-Treanor había sufrido una lesión en la pierna, por lo que abandonó la competencia; también reemplazó temporalmente a Julianne Hough como pareja profesional de Cody Linley debido a una lesión.
En 2009, tuvo como pareja al jugador de fútbol americano de la NFL Lawrence Taylor para la temporada 8, siendo eliminados en la séptima semana y terminando en el séptimo puesto. Para la temporada 9 fue emparejada con el actor y comediante Ashley Hamilton, hijo de George Hamilton quien fue su pareja en la temporada 2; ellos fueron los primeros en ser eliminados en una doble eliminación, terminando en el decimosexto puesto.
En 2010, para la temporada 10 fue anunciado el 2 de marzo que ella sería emparejada con el actor Aiden Turner; ellos fueron eliminados en la cuarta semana de la competencia y terminaron en el noveno puesto. Śliwińska anunció el 30 de agosto que ella ya no formaría parte del programa por decisión propia.
El 2 de marzo de 2016, se anunció que Śliwińska regresaría para la temporada 22 después de estar ausente del programa por once temporadas, siendo emparejada con el reportero y presentador de televisión Geraldo Rivera. La pareja fue la primera en ser eliminada en la segunda semana, terminando en el duodécimo puesto. Esta fue la última temporada de Śliwińska en el programa.

#### Rendimiento
| Temporada | Pareja            | Puesto | Promedio |
| --------- | ----------------- | ------ | -------- |
| 1         | Evander Holyfield | 5.º    | 15.00    |
| 2         | George Hamilton   | 5.º    | 21.67    |
| 3         | Joey Lawrence     | 3.º    | 26.50    |
| 4         | John Ratzenberger | 6.º    | 19.50    |
| 5         | Cameron Mathison  | 5.º    | 24.50    |
| 6         | Jason Taylor      | 2.º    | 26.33    |
| 7         | Jeffrey Ross      | 13.º   | 12.00    |
| 8         | Lawrence Taylor   | 7.º    | 19.71    |
| 9         | Ashley Hamilton   | 16.º   | 15.00    |
| 10        | Aiden Turner      | 9.º    | 17.40    |
| 22        | Geraldo Rivera    | 12.º   | 13.00    |

- Temporada 1 con Evander Holyfield

| Semana | Baile / Canción                                                  | Puntajes de los jueces | Puntajes de los jueces | Puntajes de los jueces | Resultado       |
| Semana | Baile / Canción                                                  | C. I.                  | L. G.                  | B. T.                  | Resultado       |
| ------ | ---------------------------------------------------------------- | ---------------------- | ---------------------- | ---------------------- | --------------- |
| 1      | Chachachá / «Respect»                                            | 5                      | 7                      | 6                      | Sin eliminación |
| 2      | Quickstep / «It Don't Mean a Thing (If It Ain't Got That Swing)» | 5                      | 4                      | 5                      | Salvados        |
| 3      | Jive / «Reet Petite»                                             | 5                      | 4                      | 4                      | Eliminados      |

- Temporada 2 con George Hamilton

| Semana | Baile / Canción                            | Puntajes de los jueces | Puntajes de los jueces | Puntajes de los jueces | Resultado   |
| Semana | Baile / Canción                            | C. I.                  | L. G.                  | B. T.                  | Resultado   |
| ------ | ------------------------------------------ | ---------------------- | ---------------------- | ---------------------- | ----------- |
| 1      | Chachachá / «Oye Como Va»                  | 7                      | 5                      | 6                      | Salvados    |
| 2      | Quickstep / «Top Hat, White Tie and Tails» | 8                      | 7                      | 7                      | Salvados    |
| 3      | Tango / «La Cumparsita»                    | 7                      | 7                      | 8                      | Dos últimos |
| 4      | Pasodoble / «Matador Paso»                 | 7                      | 7                      | 7                      | Salvados    |
| 5      | Samba / «Conga»                            | 8                      | 8                      | 8                      | Dos últimos |
| 5      | Grupo de Salsa / «Rhythm Is Gonna Get You» | Sin puntos extras      | Sin puntos extras      | Sin puntos extras      | Dos últimos |
| 6      | Rumba / «Perhaps, Perhaps, Perhaps»        | 8                      | 7                      | 8                      | Eliminados  |
| 6      | Grupo de Vals vienés / «Fallin'»           | Sin puntos extras      | Sin puntos extras      | Sin puntos extras      | Eliminados  |

- Temporada 3 con Joey Lawrence

| Semana        | Baile / Canción                                   | Puntajes de los jueces | Puntajes de los jueces | Puntajes de los jueces | Resultado     |
| Semana        | Baile / Canción                                   | C. I.                  | L. G.                  | B. T.                  | Resultado     |
| ------------- | ------------------------------------------------- | ---------------------- | ---------------------- | ---------------------- | ------------- |
| 1             | Chachachá / «I Like The Way You Move»             | 7                      | 7                      | 7                      | Salvados      |
| 2             | Quickstep / «I Got Rhythm»                        | 10                     | 9                      | 10                     | Salvados      |
| 3             | Jive / «Blue Suede Shoes»                         | 8                      | 6                      | 8                      | Salvados      |
| 4             | Vals / «Take It to the Limit»                     | 9                      | 9                      | 9                      | Salvados      |
| 5             | Samba / «Freedom! '90»                            | 8                      | 8                      | 9                      | Salvados      |
| 6             | Rumba / «Father Figure»                           | 8                      | 8                      | 8                      | Dos últimos   |
| 6             | Grupo de Disco / «Don't Stop 'til You Get Enough» | Sin puntos extras      | Sin puntos extras      | Sin puntos extras      | Dos últimos   |
| 7             | Foxtrot / «Singin' in the Rain»                   | 10                     | 9                      | 10                     | Salvados      |
| 7             | Mambo / «Mambo No. 5»                             | 9                      | 9                      | 10                     | Salvados      |
| 8             | Tango / «The Addams Family Theme»                 | 10                     | 9                      | 9                      | Salvados      |
| 8             | Pasodoble / «Sympathy for the Devil»              | 9                      | 8                      | 9                      | Salvados      |
| 9 (Semifinal) | Quickstep / «42nd Street»                         | 9                      | 10                     | 10                     | Tercer puesto |
| 9 (Semifinal) | Rumba / «Eternal Flame»                           | 10                     | 10                     | 10                     | Tercer puesto |

- Temporada 4 con John Ratzenberger

| Semana | Baile / Canción                   | Puntajes de los jueces | Puntajes de los jueces | Puntajes de los jueces | Resultado       |
| Semana | Baile / Canción                   | C. I.                  | L. G.                  | B. T.                  | Resultado       |
| ------ | --------------------------------- | ---------------------- | ---------------------- | ---------------------- | --------------- |
| 1      | Chachachá / «Chain of Fools»      | 6                      | 5                      | 6                      | Sin eliminación |
| 2      | Quickstep / «The Lady Is a Tramp» | 7                      | 7                      | 7                      | Salvados        |
| 3      | Tango / «Libertango»              | 7                      | 6                      | 7                      | Salvados        |
| 4      | Pasodoble / «A Kind of Magic»     | 6                      | 5                      | 5                      | Dos últimos     |
| 5      | Samba / «Love Is in the Air»      | 6                      | 6                      | 6                      | Salvados        |
| 6      | Mambo / «Mambo Swing»             | 7                      | 6                      | 6                      | Dos últimos     |
| 6      | Grupo de Swing / «Rock This Town» | Sin puntos extras      | Sin puntos extras      | Sin puntos extras      | Dos últimos     |
| 7      | Foxtrot / «That's Life»           | 8                      | 7                      | 8                      | Eliminados      |
| 7      | Rumba / «Under Pressure»          | 7                      | 8                      | 7                      | Eliminados      |

- Temporada 5 con Cameron Mathison

| Semana | Baile / Canción                          | Puntajes de los jueces | Puntajes de los jueces | Puntajes de los jueces | Resultado   |
| Semana | Baile / Canción                          | C. I.                  | L. G.                  | B. T.                  | Resultado   |
| ------ | ---------------------------------------- | ---------------------- | ---------------------- | ---------------------- | ----------- |
| 1      | Foxtrot / «Moondance»                    | 7                      | 7                      | 7                      | Salvados    |
| 2      | Mambo / «Mas Que Nada»                   | 7                      | 7                      | 7                      | Salvados    |
| 3      | Tango / «The Beat Goes On»               | 8                      | 7                      | 8                      | Salvados    |
| 4      | Pasodoble / «Theme from Superman»        | 9                      | 9                      | 9                      | Salvados    |
| 5      | Rumba / «I've Got To See You Again»      | 8                      | 9                      | 9                      | Salvados    |
| 6      | Samba / «Magalenha»                      | 9                      | 8                      | 8                      | Dos últimos |
| 6      | Grupo de Rock and roll / «Rockin' Robin» | Sin puntos extras      | Sin puntos extras      | Sin puntos extras      | Dos últimos |
| 7      | Quickstep / «Why Can't I Be You?»        | 8                      | 8                      | 8                      | Salvados    |
| 7      | Jive / «The Boy from New York City»      | 9                      | 9                      | 9                      | Salvados    |
| 8      | Vals vienés / «Hedwig's Theme»           | 9                      | 9                      | 9                      | Eliminados  |
| 8      | Chachachá / «Brown Sugar»                | 8                      | 8                      | 8                      | Eliminados  |

- Temporada 6 con Jason Taylor

| Semana        | Baile / Canción                                | Puntajes de los jueces | Puntajes de los jueces | Puntajes de los jueces | Resultado        |
| Semana        | Baile / Canción                                | C. I.                  | L. G.                  | B. T.                  | Resultado        |
| ------------- | ---------------------------------------------- | ---------------------- | ---------------------- | ---------------------- | ---------------- |
| 1             | Foxtrot / «Pride and Joy»                      | 7                      | 8                      | 7                      | Sin eliminación  |
| 2             | Mambo / «Lupita»                               | 9                      | 9                      | 9                      | Salvados         |
| 3             | Jive / «I Got a Woman»                         | 8                      | 7                      | 8                      | Salvados         |
| 4             | Vals vienés / «It's a Man's Man's Man's World» | 10                     | 9                      | 10                     | Salvados         |
| 5             | Rumba / «You're All I Need To Get By»          | 9                      | 9                      | 9                      | Salvados         |
| 6             | Chachachá / «Best of My Love»                  | 8                      | 8                      | 8                      | Salvados         |
| 6             | Grupo de Two-step / «Cotton Eye Joe»           | Sin puntos extras      | Sin puntos extras      | Sin puntos extras      | Salvados         |
| 7             | Quickstep / «The Dirty Boogie»                 | 10                     | 9                      | 10                     | Salvados         |
| 7             | Pasodoble / «Heavy Action»                     | 9                      | 8                      | 9                      | Salvados         |
| 8             | Tango / «Tango Barbaro»                        | 10                     | 9                      | 10                     | Últimos salvados |
| 8             | Samba / «It Had Better Be Tonight»             | 8                      | 7                      | 8                      | Últimos salvados |
| 9 (Semifinal) | Foxtrot / «Let's Call The Whole Thing Off»     | 9                      | 10                     | 9                      | Salvados         |
| 9 (Semifinal) | Pasodoble / «El Gato Montes»                   | 9                      | 9                      | 9                      | Salvados         |
| 10 (Final)    | Chachachá / «Dancing on the Ceiling»           | 8                      | 8                      | 8                      | Salvados         |
| 10 (Final)    | Freestyle / «Miami»                            | 9                      | 9                      | 9                      | Salvados         |
| 10 (Final)    | Quickstep / «The Dirty Boogie»                 | 10                     | 10                     | 10                     | Segundo puesto   |

- Temporada 7 con Jeffrey Ross

| Semana | Baile / Canción                       | Puntajes de los jueces | Puntajes de los jueces | Puntajes de los jueces | Resultado  |
| Semana | Baile / Canción                       | C. I.                  | L. G.                  | B. T.                  | Resultado  |
| ------ | ------------------------------------- | ---------------------- | ---------------------- | ---------------------- | ---------- |
| 1      | Chachachá / «Play That Funky Music»   | 4                      | 4                      | 4                      | Eliminados |
| 1      | Quickstep / «I Get A Kick Out Of You» | —                      | —                      | —                      | —          |

- Temporada 8 con Lawrence Taylor

| Semana | Baile / Canción                          | Puntajes de los jueces | Puntajes de los jueces | Puntajes de los jueces | Resultado       |
| Semana | Baile / Canción                          | C. I.                  | L. G.                  | B. T.                  | Resultado       |
| ------ | ---------------------------------------- | ---------------------- | ---------------------- | ---------------------- | --------------- |
| 1      | Chachachá / «25 Miles»                   | 6                      | 5                      | 5                      | Sin eliminación |
| 2      | Quickstep / «As Long As I'm Singing»     | 7                      | 7                      | 6                      | Salvados        |
| 3      | Samba / «I Can't Get Next To You»        | 7                      | 6                      | 7                      | Salvados        |
| 4      | Tango argentino / «Suite Punta del Este» | 7                      | 5                      | 7                      | Salvados        |
| 5      | Pasodoble / «Granada»                    | 6                      | 7                      | 7                      | Dos últimos     |
| 6      | Jive / «Ain't That Peculiar»             | 7                      | 7                      | 8                      | Salvados        |
| 7      | Vals / «Open Arms»                       | 7                      | 7                      | 7                      | Eliminados      |
| 7      | Grupo de Swing / «The Clapping Song»     | Sin puntos extras      | Sin puntos extras      | Sin puntos extras      | Eliminados      |

- Temporada 9 con Ashley Hamilton

| Semana | Baile / Canción              | Puntajes de los jueces | Puntajes de los jueces | Puntajes de los jueces | Resultado  |
| Semana | Baile / Canción              | C. I.                  | L. G.                  | B. T.                  | Resultado  |
| ------ | ---------------------------- | ---------------------- | ---------------------- | ---------------------- | ---------- |
| 1      | Foxtrot / «Grace Kelly»      | 5                      | 6                      | 4                      | Eliminados |
| 1      | Relevo de Salsa / «Get Busy» | 4 puntos extras        | 4 puntos extras        | 4 puntos extras        | Eliminados |

- Temporada 10 con Aiden Turner

| Semana                                                                                               | Baile / Canción                        | Puntajes de los jueces | Puntajes de los jueces | Puntajes de los jueces | Resultado       |
| Semana                                                                                               | Baile / Canción                        | C. I.                  | L. G.                  | B. T.                  | Resultado       |
| --- | -------------------------------------- | ---------------------- | ---------------------- | ---------------------- | --------------- |
| 1 | Chachachá / «Hungry Like The Wolf»     | 5                      | 5                      | 5                      | Sin eliminación |
| 2 | Foxtrot / «I've Got You Under My Skin» | 7                      | 6                      | 6                      | Salvados        |
| 3 | Quickstep / «Hey, Soul Sister»         | 7                      | 6                      | 7                      | Salvados        |
| 41                                                                                                   | Rumba / «Live Like We're Dying»        | 5/6                    | 5/6                    | 5/6                    | Eliminados      |
| 1El baile de esta semana recibió dos puntajes, uno por la ejecución técnica y otro por el desempeño. |                                        |                        |                        |                        |                 |

- Temporada 22 con Geraldo Rivera

| Semana | Baile / Canción        | Puntajes de los jueces | Puntajes de los jueces | Puntajes de los jueces | Resultado       |
| Semana | Baile / Canción        | C. I.                  | L. G.                  | B. T.                  | Resultado       |
| ------ | ---------------------- | ---------------------- | ---------------------- | ---------------------- | --------------- |
| 1      | Chachachá / «Treasure» | 5                      | 4                      | 4                      | Sin eliminación |
| 2      | Salsa / «Ran Kan Kan»  | 5                      | 4                      | 4                      | Eliminados      |

## Premios profesionales
- Ganadora del Emerald Ball Latin Amateur[24]
- Primer puesto - 2001 en el International Grand Ball (San Francisco)[24]
- Primer puesto - 2001 en el Holiday Ball (Las Vegas, Nevada)[24]

## Vida personal
El esposo de Śliwińska y pareja profesional en competencias de baile es Alec Mazo, quien también participó en Dancing with the Stars, ganando con Kelly Monaco. Han bailado juntos por más de 6 años y han bailado juntos varias veces para los shows de resultados de Dancing with the Stars en números de parejas. Contrajeron matrimonio el 1 de septiembre de 2007. El 10 de octubre de 2013, anunciaron que esperaban a su primer hijo para enero de 2014. La pareja dio la bienvenida a su hijo, Michael Alexander Mazo, el 4 de enero de 2014. El 18 de junio de 2017 dio a luz a su segundo hijo, una niña a la cual llamaron Leia Joséfina.